# Can Pòlit
Can Pòlit és una casa de Tavertet (Osona) inclosa a l'Inventari del Patrimoni Arquitectònic de Catalunya.

## Descripció
Casa de carrer aïllada per la part de llevant, on es tanca amb un mur, i unida a Can Xic per la part de ponent. A tramuntana té diverses obertures, davant s'hi forma un espai enjardinat i dona al carrer de baix a través d'un petit portalet, amb la llinda de pedra decorada, i un altre amb llinda de fusta, que dona accés al garatge. La façana de migdia presenta un portal rectangular, molt assalinat, una finestra datada (1685), i una llosa llisa damunt del portal. Hi ha una escala exterior, adossada al mur, que dona accés al primer pis on hi ha dues finestres amb torratxes renovellades, i dona accés a un porxo a nivell del primer pis amb les jàsseres de fusta.

## Història
Aquesta casa, com moltes de Tavertet, és fruit de l'època d'expansió demogràfica i de l'afany constructiu que dominà la pagesia catalana durant els segles XVII i XVIII, fet que en el cas de Tavertet queda palès amb l'ampliació de l'església romànica durant aquesta època.